# Október 17.
Október 17. az év 290. (szökőévben 291.) napja a Gergely-naptár szerint. Az évből még 75 nap van hátra.
Névnapok: Hedvig + Alajos, Ambos, Ambró, Hédi, Ignác, Kont, Leó, Leon, Lionel, Mályva, Margit, Margita, Margitta, Rezső, Rolf, Rudolf, Rudolfina, Salamon, Salvador, Zelinda, Zolna

## Események[1]
- 1244 – gázai csata
- 1540 – I. Szulejmán szultán elismeri a gyermek János Zsigmondot, Szapolyai János fiát Magyarország királyának.
- 1540 – Visegrád ostroma
- 1552 – Eger ostromának utolsó napja. Ezen a napon vonul el a török haderő a vár falai alól, melyet a körülbelül 2000 főnyi védő 38 napig hősiesen védelmezett.
- 1704 – I. Lipót német-római császár, magyar király rendeletben tiltja meg a szabadságharc váltópénzének, a rézpénznek a forgalmazását és elfogadását.
- 1717 – II. Rákóczi Ferenc bujdosó társaival együtt Törökországba érkezik, ahol élete további két évtizedét tölti.
- 1797 – A Campo Formió-i béke aláírásával lezárul az első koalíciós háború Ausztria és a forradalmi Franciaország között.
- 1799 – Bonaparte tábornok visszatér Párizsba az egyiptom hadjáratból.
- 1888 – Először jelenik meg a National Geographic Magazine az újságosoknál.
- 1909 – Louis Blériot végrehajtja az első magyarországi motoros repülést.
- 1913 – Lezuhan a Ferdinand von Zeppelin által tervezett léghajó.
- 1915 – Bulgária belép a Központi hatalmak sorába és hadat üzen Szerbiának.
- 1918 – Gróf Tisza István volt miniszterelnök az Országgyűlésben bejelenti: az első világháborút elvesztettük. Ugyanaznap Csehszlovákia bejelenti elszakadását az Osztrák–Magyar Monarchiától.
- 1923 – Baumgarten Ferenc Ferdinánd végrendeletében megalapítja a Baumgarten-díjat.
- 1929 – Átadják a Tiszaugi hidat.
- 1931 – Adócsalás miatt elítélik Al Caponét (11 évet kap, de 1939-ben szabadon engedik).
- 1933 – Albert Einstein elhagyja Németországot és Princetonba (USA) költözik.
- 1944 – Pusztavámon, a nyilasuralom első napján egy SS-alakulat kivégzi az ún. jolsvai orvosszázadot, 216 embert.
- 1944 – A brit és amerikai légierő pusztító légitámadásokat intéz Székesfehérvár, Szombathely és Nagykanizsa vasútállomásai ellen.
- 1956 – Angliában üzembe helyezik az első atomerőművet.
- 1957 – Albert Camus francia író Irodalmi Nobel-díjat kap.
- 1961 – A párizsi csata: az Algéria függetlenségéért tüntetők elleni rendőrakció tömegmészárlásba torkollik. Legalább 30 (más becslések szerint 300) algériait ölnek meg, sok holttestet a Szajnába vetnek. 11 000 embert internálnak
- 1965 – Londonban és Washingtonban az első nagyszabású tüntetések zajlanak a vietnámi háború (1964–1975) ellen.
- 1967 – Bemutatják Galt MacDermot „Hair” c. musicaljét a New York-i Public Theaterben.

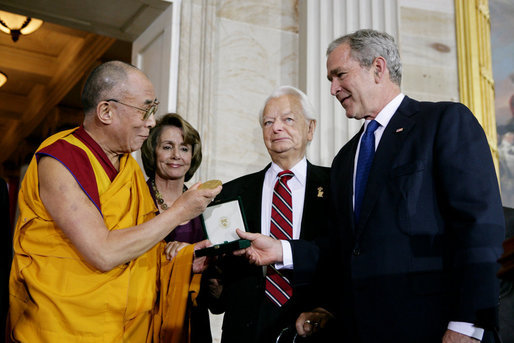
George W. Bush és a dalai láma (2007. október 17.)

- 1970 – Anvar Szadat hivatalba lép mint egyiptomi miniszterelnök.
- 1973 – Kirobban az olajválság. E napon az Kőolaj-exportáló Országok Szervezete (OPEC) 17%-kal felemeli a nyersolaj árát, korlátozza az olajszállítást a nyugat-európai államokba, ill. teljesen leállítja azt az USA, Japán, Hollandia és Portugália részére, a jom kippuri háborúban tanúsított magatartásuk miatt.
- 1979 – Teréz anya Nobel-békedíjat kap.
- 1989 – A Richter-skála szerint 6,9-es erősségű földrengés rázza meg a San Francisco-öböl térségét. Santa Cruz városát súlyos károk érik.
- 1994 – Willy Claes volt belga kormányfő-helyettes, külügyminiszter tölti be – Manfred Wörner utódjaként – a NATO-főtitkári posztot.
- 1998 – Az északír békefolyamatban játszott szerepéért David Trimble, a protestánsok és John Hume, a katolikusok legnagyobb pártjának elnöke Nobel-békedíjat kap.
- 2007 – Washingtonban, George W. Bush elnök jelenlétében átnyújtják a dalai lámának a Kongresszusi Aranyérmet, az amerikai törvényhozás civileknek adományozható legmagasabb kitüntetését.
- 2007 – A török parlament felhatalmazást ad a török hadseregnek, hogy katonai akciókat hajtsanak végre Észak-Irakban a törökországi kurd szabadságharcosok ottani támaszpontjainak megsemmisítésére.

## Sportesemények
Formula–1
- 1981 –  Las Vegas-i nagydíj, Caesar's Palace - Győztes: Alan Jones (Williams Ford)
- 1999 –  maláj nagydíj, Sepang – Győztes: Eddie Irvine (Ferrari)

Labdarúgás
- 2023 – Litvánia–Magyarország, 2024-es Európa-bajnoki selejtező mérkőzés (984. hivatalos mérkőzés), Litvánia, Kaunas, S. Darius és S. Girėnas Stadion

## Születések
- 1253 – Szent Ivó a jogászok védőszentje († 1303)
- 1740 – Dugonics András magyar író, történész († 1818)
- 1760 – Claude Henri de Rouvroy de Saint-Simon gróf, francia társadalomfilozófus, a róla elnevezett szocialista saint-simonizmus mozgalom megalapítója († 1825)
- 1792 – Sir John Bowring angol nyelvész, közgazdász, politikus, író, utazó, az első angol nyelvű magyar versantológia szerzője († 1872)
- 1803 – Deák Ferenc magyar politikus, államférfi († 1876)
- 1804
  - Nagysándor József honvéd tábornok, aradi vértanú († 1849)
  - Horváth Cirill József filozófus, író († 1884)
- 1813
  - Georg Büchner német drámaíró († 1837)
  - Ihász Dániel honvéd ezredes († 1881)
- 1871 – Berinkey Dénes ügyvéd, jogtudós, polgári radikális politikus († 1948)
- 1877 – gróf Batthyány Ervin magyar nagybirtokos, iskolaalapító, az anarchizmus tanainak hazai képviselője († 1945)
- 1879 – Zemplén Győző fizikus, a relativitáselmélet és a radioaktivitás egyik első magyar kutatója († 1916)
- 1886 – Spring Byington amerikai színésznő († 1971)
- 1888 – Toronyi L. Imre magyar színész († 1952)
- 1892 – Theodor Eicke német katona, a 3. Totenkopf SS-páncéloshadosztály megszervezője († 1943)
- 1903 – Andrej Antonovics Grecsko szovjet marsall, a Szovjetunió kétszeres Hőse († 1976)
- 1906 – Jack Ensley (Jack R. Ensley) amerikai autóversenyző († 1972)
- 1907 – François Landon francia autóversenyző († 1997)
- 1912 – Albino Luciani a későbbi I. János Pál pápa († 1978)
- 1914
  - Márkos Albert romániai magyar zeneszerző, karnagy, tanár († 1981)
  - Jerry Siegel képregényszerző, „Superman” megalkotója († 1996)
- 1915 – Arthur Miller amerikai író, drámaíró († 2005)
- 1918 – Rita Hayworth (eredeti néven: Margarita Carmen Cansino) amerikai színésznő, díva († 1987)
- 1920 – Montgomery Clift amerikai színész († 1966)
- 1924 – Bánk László segédrendező († 1993)
- 1926 – Roberto Lippi olasz autóversenyző († 2011)
- 1928
  - Váncsa Jenő politikus, volt miniszter († 2016)
  - Ádám Ottó Kossuth-díjas magyar színházi rendező († 2010)
- 1929 – Weingruber Éva magyar jelmeztervező, divattervező
- 1948 – Margot Kidder (sz. Margaret Ruth Kidder) kanadai–amerikai színésznő (Lois a „Superman”-ből) († 2018)
- 1962 – Darvasi László József Attila-díjas magyar író, költő, szerkesztő, tanár
- 1969 – Wyclef Jean haiti-amerikai énekes és  producer
- 1972
  - Eminem amerikai rapper
  - Tarkan török popénekes
- 1974 – Janne Puurtinen (Emerson Burton) finn zenész, a finn HIM rockegyüttes billentyűse
- 1976 – Glen Chadwick új-zélandi kerékpározó
- 1979 – Kimi Räikkönen finn autóversenyző, a Formula–1 2007-es világbajnoka
- 1985 – Pogacsics Krisztián magyar labdarúgókapus
- 1986 – Yannick Ponsero francia műkorcsolyázó
- 1992 – Barry Keoghan ír színész

## Halálozások
- 1714 – Joannes Vippacensi, szlovén prédikátor (* 1647)
- 1744 – Bartolomeo Giuseppe Antonio Guarnieri itáliai hangszerkészítő (* 1698)
- 1757 – René Antoine Ferchault de Réaumur francia természettudós (* 1683)
- 1837 – Johann Nepomuk Hummel osztrák zeneszerző, zongoraművész (* 1778)
- 1849 – Frédéric Chopin lengyel zeneszerző, zongoraművész (* 1810)
- 1887 – Gustav Robert Kirchhoff német fizikus (* 1824)
- 1920 – Gérard Leman belga tábornok, a liège-i erődítményrendszer védőinek parancsnoka az I. világháborúban (* 1851)
- 1932 – Varsányi Irén (sz. Wollner Malvin) magyar színésznő (* 1877)
- 1936 – Baros Gyula magyar irodalomtörténész, az MTA tagja (* 1876)
- 1938
  - Karl Kautsky osztrák szociáldemokrata politikus, marxista teoretikus, szakíró (* 1854)
  - Aleksander Michałowski lengyel zongoraművész, zenepedagógus és zeneszerző (* 1851)
- 1955 – Joel Thorne amerikai autóversenyző (* 1914)
- 1963 – Jacques Hadamard francia matematikus, legismertebb tudományos eredménye a prímszámtétel bizonyítása (* 1865)
- 1967 – Kártpáthy Zoltán magyar színész (* 1921)
- 1967 – Pu Ji kínai császár (Xhuantong császár) Kína utolsó császára (* 1906)
- 1973 – Ingeborg Bachmann osztrák költőnő (* 1926)
- 1995 – Zolnay Pál Balázs Béla-díjas magyar filmrendező (* 1928)
- 1995 – Borovszky Ambrus magyar politikus, vállalatvezető (* 1912)
- 1996 – Vogel Eric magyar díszlet- és jelmeztervező, grafikus, festő (* 1907)
- 2002 – Bob Gregg amerikai autóversenyző (* 1920)
- 2006 – Luki Botha (Lukas Jacobus Botha) dél-afrikai autóversenyző (* 1930)
- 2010 – Toró Tibor romániai magyar fizikus, az MTA tagja (* 1931)
- 2011 – Manfred Gerlach német politikus, a Német Demokratikus Köztársaság államfője (* 1928)
- 2012
  - Komár László magyar énekes (* 1944)
  - Sylvia Kristel holland filmszínésznő („Emmanuelle”) (* 1952)
  - Émile Allais világbajnok francia alpesisíző (* 1912)
  - Bogáti Péter magyar író, műfordító, kritikus, dramaturg (* 1924)
- 2021 – Kálmán C. György magyar irodalomtörténész, kritikus, publicista (* 1954)
- 2023 – Kállai Kiss Ernő Kossuth- és kétszeres Liszt Ferenc-díjas magyar klarinét- és tárogatóművész (* 1939)
- 2024
  - Kozma Imre római katolikus pap, a Magyar Máltai Szeretetszolgálat alapítója és elnöke (* 1940)
  - Potápi Árpád János politikus, országgyűlési képviselő, Bonyhád polgármestere (2002–2014), államtitkár (* 1967)

## Nemzeti ünnepek, emléknapok, világnapok
- 1992 óta a szegénység elleni küzdelem világnapja